# Petite clarinette
La petite clarinette en mi♭ est un instrument de musique à vent de la famille des bois. Il est le second instrument le plus aigu de la famille des clarinettes, après la clarinette piccolo. Il existe également un autre modèle de petite clarinette, la petite clarinette en ré. La clarinette en mi bémol a une longueur totale d'environ 49 cm.
La petite clarinette en mi bémol est un instrument transpositeur : elle sonne une tierce mineure au-dessus des notes écrites et une quarte juste au-dessus de la clarinette en si bémol. Les clés sont plus petites et plus proches les unes des autres que celles de la clarinette soprano en si bémol, ce qui demande une précision du doigté particulière. Le bec et l’anche sont aussi d’une taille plus petite, adaptée à la taille de la perce de l'instrument.
La petite clarinette est utilisée dans les orchestres symphoniques, les orchestres d'harmonie et les fanfares, et peut être jouée dans les ensembles de clarinettes, en portant des mélodies qui seraient trop aiguës pour la clarinette soprano. Son répertoire solo est limité, mais les compositeurs, de Berlioz à Chostakovitch, l'ont largement utilisée.
Souvent, la partie de petite clarinette d'un morceau est jouée par un musicien qui joue aussi la deuxième ou troisième clarinette soprano et qui alterne entre les deux instruments selon les indications sur la partition. Dans certains cas extrêmes, les changements sont encore plus complexes. Le Nez de Dmitri Chostakovitch demande une petite clarinette en mi bémol, une clarinette en si bémol et une clarinette basse en si bémol ; lors de l’exécution, un seul musicien joue alternativement les trois instruments.

## Description

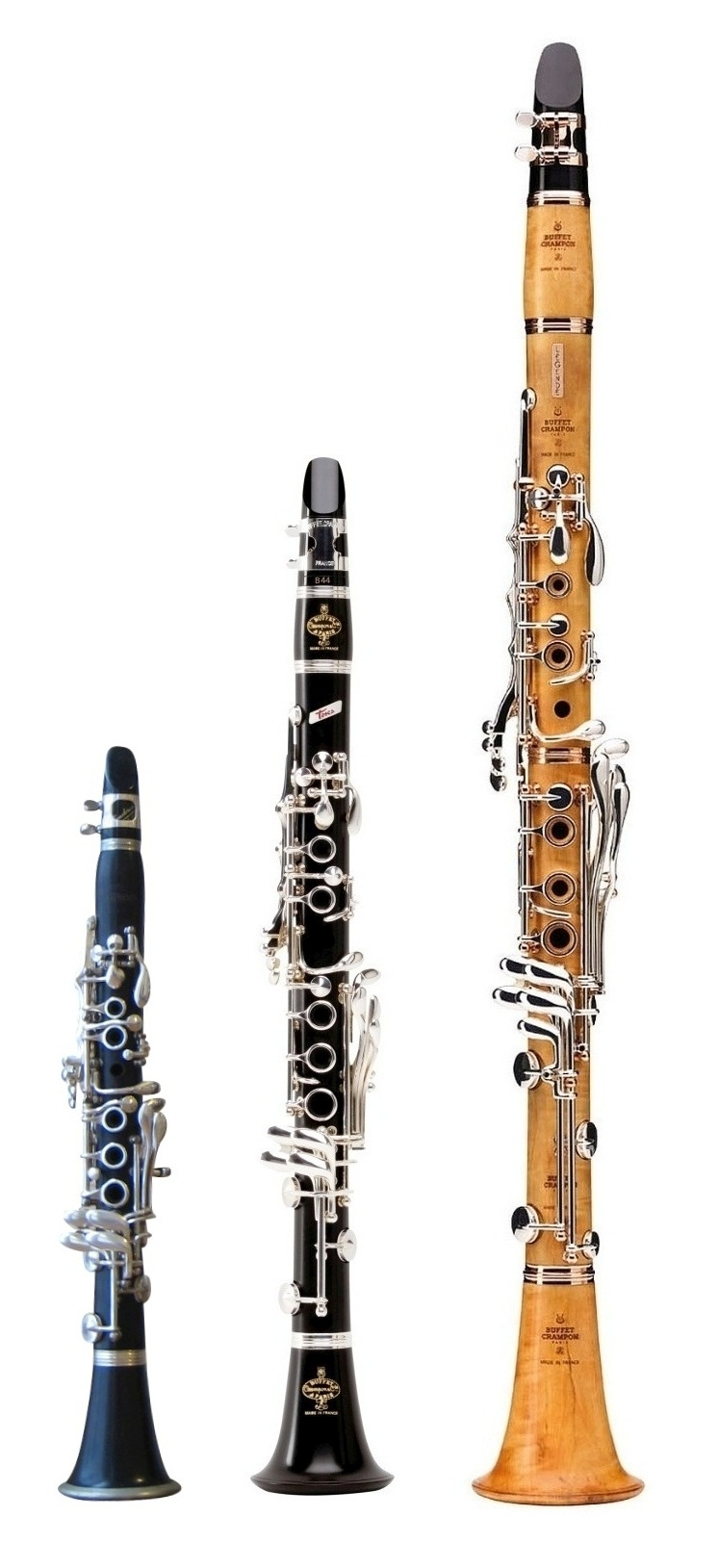
Comparaison des tailles des clarinettes en la, mi et en si

L'ambitus de la petite clarinette, à la transposition près, est le même que celui de la clarinette ordinaire. Néanmoins dans le registre aigu/suraigu, les doigtés peuvent différer de la clarinette soprano.
La petite clarinette est également appelée clarinette sopranino par certains auteurs ou facteurs d'instruments.
Son clétage est principalement réalisé dans le système Boehm. Elle existe également en système Oehler en Allemagne et en Autriche.
Le corps de la petite clarinette est réalisé en une (mono-corps) ou deux pièces. Certaines petites clarinettes de fanfare ne disposent pas de toutes les clés de cadence et de toutes les clés de correspondance des auriculaires.
La clarinette en mi bémol est environ un tiers plus petite (20 cm) que les clarinettes soprano en si bémol et en la.
Le diamètre de la perce est de l'ordre de 13,1 mm à 13,5 mm environ.
La petite clarinette en mi bémol est souvent employée pour sa sonorité et son timbre particulier dans le registre aigu en dépit des difficultés techniques de jeu pour le musicien. Néanmoins les registres médium et grave sont pleinement exploitables pour des passages mélancoliques ou des phrases expressives.
Fabriquée initialement en buis, elle est désormais réalisée en grenadille du Mozambique, en ABS ou en matériau composite (Green Line). Des modèles en métal ont également existé.

## Emploi à l’orchestre symphonique
Le timbre de la petite clarinette est perçant et criard, surtout dans le registre aigu ce qui détermine son emploi dans la musique. Les compositeurs ayant introduit cet instrument à l’orchestre cherchent souvent à créer une image grotesque ou parodique. L’exemple le plus évident est le mouvement final de la Symphonie fantastique (1830) d’Hector Berlioz. Le compositeur y confie à la petite clarinette le « thème de la bien-aimée », moqueusement défiguré.
Bien que la Symphonie fantastique ait rencontré le succès, la petite clarinette en mi bémol n’est pas utilisée par Berlioz dans ses œuvres suivantes, ni par les autres compositeurs romantiques. Ce n’est qu’à la fin du siècle qu’en quête des nouvelles couleurs timbrales les compositeurs réemploient cet instrument.
La petite clarinette est introduite dans toutes les symphonies de Gustav Mahler, où parfois même deux sont utilisées. Son rôle est d’amplifier les sons aigus de l’orchestre (symphonie nº 2, troisième mouvement) mais les solos sont souvent accompagnés sur la partition d'indications telles que « Mit Humor » (« avec de l’humour »), « Mit Parodie » (« de manière parodique ») ou encore « Keck » (« avec audace »), etc.
En France, Maurice Ravel l'emploie dans son ballet Daphnis et Chloé ainsi que dans le célèbre Boléro et dans son Concerto en sol majeur.
Dmitri Chostakovitch, dont les œuvres (surtout la Quatrième et Cinquième symphonie) portent l’influence de Mahler, fait un grand usage de la petite clarinette dans sa musique orchestrale. On trouve habituellement les solos de la petite clarinette dans les scherzos des symphonies nº 4 à 8, 10 et 13. La petite clarinette joue aussi un rôle important dans ses opéras et ballets. Ces solos demandent souvent une grande agilité des doigts (symphonie nº 6, deuxième mouvement) et une justesse parfaite du son dans le registre suraigu (symphonie nº 7, deuxième mouvement ; L'Âge d'or).
La petite clarinette est aussi employée dans la Symphonie interrompue, seule et unique symphonie de Léo Ferré.

## Emploi dans les autres formations
Les œuvres de chambre pour petite clarinette sont peu nombreuses. Au XIXe siècle, certains compositeurs italiens s'y intéressent. Amilcare Ponchielli compose un quintette pour flûte, hautbois, clarinettes en mi bémol et en si bémol et piano. On doit à Ernesto Cavallini plusieurs duos de clarinettes en mi bémol et en si bémol. Cavallini lui-même joue de la petite clarinette et il existe quelques compositions pour cet instrument qui lui sont dédiées.
Arnold Schönberg l’utilise dans la Suite op. 29 (1925) et Anton Webern écrit Trois Lieder op. 18 (1925) pour soprano, petite clarinette et guitare.
Dans le troisième mouvement du Quintette pour clarinette et cordes (1923) de Paul Hindemith, la clarinette soprano est remplacée par la petite pour évoquer le caractère du Schneller Ländler (un ländler vif).
Parmi les œuvres du style contemporain, on peut noter Trois études (Tre studi ; 1954) de Giacinto Scelsi et la Sonatine (1994) d’Easley Blackwood.
Une ou deux petites clarinettes font souvent partie de l’orchestre d'harmonie. La petite clarinette est très utilisée dans les orchestres d'harmonie militaires comme l'orchestre de la Garde républicaine. C'est son emploi généralisé dans la musique des armées qui imposera la diffusion du modèle en mi bémol au début du XIXe siècle à la place du modèle plus ancien en fa.
La petite clarinette en mi bémol est considérée comme difficile à jouer, et son intonation est particulièrement problématique. Pour cette raison, de nombreux éditeurs américains d'orchestres d'harmonie n'ont souvent pas inclus de partitions de clarinette en mi bémol dans leurs éditions depuis les années 1950. Même les petits orchestres britanniques n'ont parfois qu'une seule partie de flûte, et ce dès 1900. Comme Hector Berlioz l'a décrit dans sa théorie de l'instrumentation, rien ne peut remplacer la clarinette en mi bémol ou en ré. Même cinq ou six flûtes Boehm en métal n'ont pas le pouvoir de pénétration d'une clarinette en mi bémol.
Dans son traité, Heinrich Saro (nl) propose en 1883 l'emploi de deux clarinettes en mi bémol pour la musique militaire, qui ont été longtemps la règle dans les formations militaires non seulement en Prusse mais aussi en Autriche-Hongrie. Il se plaint effectivement de problèmes d'intonation dans le registre aigu des trompettes, car les trompettes en mi bémol et en si bémol ne se mélangent pas bien en raison des différentes limitations d'intonation des tierces, mais il ne mentionne jamais les petites clarinettes dans ce contexte. Il est probable qu'au XIXe siècle, de nombreuses fanfares militaires disposaient encore de flûtes traversières en bois, dont le son est très délicat, et avaient besoin d'un équivalent dans les clarinettes. De plus, le répertoire se composait principalement d'arrangements, et dans ceux-ci, les petites clarinettes prenaient généralement la place des violons. Cela a permis de libérer les flûtes pour d'autres emplois.
Le Schrammelmusik viennois fait l’usage d'une petite clarinette d’une tessiture encore plus haute : en sol.
Le clarinettiste espagnol Manuel Lillo Torregrosa (en) a composé au XXe siècle pour la petite clarinette, notamment Teren Rof, concerto No.1 pour clarinette en mi bémol et orchestre d'harmonie, Vivencias, concerto No.2 pour clarinette en mi bémol et orchestre d'harmonie et  Obviam Ire Siglo, concerto No.3 pour clarinette en mi bémol et orchestre d'harmonie.

## La petite clarinette enré
Il existe aussi une variété de  petite clarinette, en ré, qui transpose une seconde majeure au-dessus des notes écrites. La clarinette en ré a une longueur totale d'environ 52 cm. Les six concertos de Johann Melchior Molter qu’on estime être les premières œuvres pour la clarinette de ce genre sont écrits pour la clarinette en ré (ca. 1743). À cette époque on ne définit pas cet instrument comme la petite clarinette car la grande (c’est-à-dire la clarinette en si bémol) n’a pas encore évolué.
Plus tard, la clarinette en ré est utilisée pour les tonalités avec des dièses et celle en mi bémol pour les tonalités avec des bémols. Franz Liszt dans son poème symphonique Mazeppa demande les clarinettes en ré et en la (clarinette piccolo).
Dans la poème symphonique Till l'Espiègle de Richard Strauss, elle représente (avec le cor d'harmonie) le caractère mordant du personnage principal.
Beaucoup des stridences du Sacre du Printemps (1913) de Stravinsky (1882-19971) sont liées à l’utilisation du registre aigu (extrêmement brillant, voire perçant) sur une petite clarinette en ré.
Elle peut se révéler d’un usage plus facile que la petite clarinette en mi♭ avec un son plus doux et sombre. Cependant les instrumentistes transposent souvent les traits d'orchestre de la petite clarinette en ré à la mi bémol.

## Répertoire

### Pièces solo et de musique de chambre pour clarinette enmibémol (ouré)
La littérature solo pour ces instruments est rare. On peut citer les suivants :
- Johann Melchior Molter: Six concertos pour clarinette (en ré)[12] ; le premier concerto daterait de 1743.
- Jerome Neff et William Neil: Concerto[13].
- Ernesto Cavallini: variations sur le Carnaval de Venise , Fantasia on a Theme from Ultimo Giorno Di Pomeii, et (avec Giacomo Panizza) I figli di Eduardo 4th (tous pour clarinette en mi et  piano)[13].
- Henri Rabaud: Solo de Concours pour clarinette en mi [13].
- Amilcare Ponchielli: Quatuor pour  clarinettes si et mi, flûte, et hautbois, avec accompagnement piano[13].
- Giacinto Scelsi: Tre Pezzi pour clarinette mi
- William Bolcom: Suite of Four Dances pour clarinette mi
- Manuel Lillo Torregrosa: Teren Rof, Vivencias, Obviam ire siglo, Angular: Concerts 1, 2, 3, 4 pour clarinette en mi et orchestre d'harmonie
- Arnold Schoenberg: Suite, op. 29 (clarinette en mi, et en si, clarinette basse, violon, alto, violoncelle, piano).
- Anton Webern: Drei Lieder fur Singstimme, Es-Klarinette und Gitarre Op.18.

### Musique symphonique et d'opéra
Les parties écrites pour la clarinette en ré sont généralement jouées sur la clarinette en mi, plus répandue, le musicien transposant ou jouant à partir d'une partie écrite transposée un demi-ton plus bas. On notera l'ouvrage de traits d'orchestre pour petite clarinette en mi bémol de Peter Hadcock qui a effectué des transpositions pour instruments en mi bémol des solos de Till l'Espiègle et du Sacre du Printemps originellement écrits en ré et qui propose des doigtés spécifiques à cet instrument.
On retiendra les œuvres symphoniques faisant usage de la petite clarinette, en particulier:
- Hector Berlioz: Symphonie fantastique (mi)[13]
- Maurice Ravel: Boléro (mi)[13]
- Richard Strauss: Till Eulenspiegels lustige Streiche (ré)[13]
- Igor Stravinsky: Le sacre du printemps (ré et mi)[13]
- Dmitri Chostakovitch - Symphonie No. 6 (mi), L'Âge d'or (ballet) (mi)[13], Lady Macbeth du district de Mtsensk (mi)
- Gustav Mahler - Symphonie No. 1 in ré majeur (mi)

et également les œuvres suivantes avec un emploi plus intense de la petite clarinette:
- Béla Bartók - Le Château de Barbe-Bleue (deux cl. mi), Le Mandarin merveilleux (mi et ré)
- Leonard Bernstein - Candide, West Side Story, On the Town, Divertimento pour orchestre, Slava! A Political Overture
- Aaron Copland - El Salon Mexico[15]
- Edward Elgar - Symphonie No. 2
- Leoš Janáček - Sinfonietta
- Gustav Mahler - Symphonies Nos. 1 (deux cl. mi), 2 (deux cl. mi), 3 (deux cl. mi), 4, 5 (ré), 6 (4ième mouvement en ré), 7, 8, 9, 10
- Carl Orff - Carmina Burana
- Sergei Prokofiev - Symphonies Nos. 4, 5, 6
- Maurice Ravel - Daphnis et Chloé, Concerto en sol, Concerto pour la main gauche
- Franz Schmidt - Symphonie No. 4
- Dmitri Chostakovitch - Symphonies Nos. 4, 5, 7, 8, 10, The Tale of the Priest and His Workman Balda (en)
- Richard Strauss - Ein Heldenleben, Eine Alpensinfonie, Also sprach Zarathustra, Sinfonia Domestica (ré), La Légende de Joseph (ré)
- Igor Stravinsky: l'oiseau de feu (ré),

### Musique contemporaine
Après 1950, la petite clarinette est de plus en plus employée en musique contemporaine:
- Edgar Varèse : Octandre (1923)
- Arnold Schonberg : suite op.29 pour septuor (1925-1926)
- Giacinto Scelsi : Trois études (Tre studi) (1954)
- Olivier Messiaen : oiseaux exotiques (1956)
- Paul Méfano : Involutive... (1959) pour petite clarinette mib
- Olivier Messiaen : 
  - Sept Haïkaï (1962)
  - La Fauvette des jardins (1970)
- Easley Blackwood : Sonatine (1994)
- Jorge Montilla : Registro de Pajarillo, pour petite clarinette en mi bémol seule (2006)

Un des spécialistes français était Marcel Naulais (1923-1997).
On retiendra la pièce Chamber Symphony (1992) de John Adams, où deux musiciens jouent de la petite clarinette en mi et de la clarinette basse et " doublent " la soprano, et A due (1993) d'Adriana Hölszky pour deux clarinettes en mi. Les techniques de jeu étendues de la clarinette soprano en si♭, notamment les multiphoniques, ont toutes été transposées à la petite clarinette.

## Citations
« La petite clarinette en Mi bémol a des sons perçants qu’il est très aisé de rendre ignobles, à partir du La au-dessus des portées. Aussi l’a-t-on employée, dans une symphonie moderne, pour parodier, dégrader, encanailler (qu’on me passe le mot) une mélodie; le sens dramatique de l’œuvre exigeant cette étrange transformation [allusion au 5ème mouvement de la Symphonie fantastique ]. »

— Hector Berlioz, Traité d'instrumentation et d'orchestration

« On ne peut pas considérer la petite clarinette comme un instrument annexe, c’est un véritable instrument spécialisé ! (...) Donc si on dit, la petite clarinette ce n’est pas difficile, ce sont les mêmes doigtés, c’est faire preuve d’inconscience ! »

— Michel Arrignon